# Nikita Danilowitsch Nesterow
Nikita Danilowitsch Nesterow (russisch Никита Данилович Нестеров; englische Transkription: Nikita Danilovich Nesterov; * 28. März 1993 in Tscheljabinsk) ist ein russischer Eishockeyspieler, der seit Juli 2021 erneut beim HK ZSKA Moskau aus der Kontinentalen Hockey-Liga (KHL) unter Vertrag steht und dort auf der Position des Verteidigers spielt.

## Karriere
Nikita Nesterow begann seine Karriere als Eishockeyspieler in seiner Heimatstadt in der Nachwuchsabteilung des HK Traktor Tscheljabinsk. Für dessen Juniorenmannschaft Belje Medwedi gab er in der Saison 2009/10 sein Debüt in der neu gegründeten multinationalen Nachwuchsliga Molodjoschnaja Chokkeinaja Liga, in der er bis 2012 mehrheitlich aktiv war. In der Saison 2011/12 gab er zudem sein Debüt für die Profimannschaft von Traktor Tscheljabinsk in der Kontinentalen Hockey-Liga (KHL) und gehörte aber Beginn der folgenden Saison fest zum KHL-Kader des Klubs.
Im April 2013 erhielt Nesterow vom Management der Tampa Bay Lightning einen NHL-Einstiegsvertrag über drei Jahre Laufzeit. Im Spätsommer nahm er am Trainingslager der NHL-Franchise teil und wurde im September zu den Syracuse Crunch, dem Farmteam aus der American Hockey League, geschickt.
Nach knapp dreieinhalb Spielzeiten in der Organisation der Lightning wurde Nesterow im Januar 2017 an die Canadiens de Montréal abgegeben, die im Gegenzug Jonathan Racine sowie ein Sechstrunden-Wahlrecht für den NHL Entry Draft 2017 nach Tampa schickten. Nach dem Ende der Spielzeit 2016/17 verlängerten die Canadiens seinen auslaufenden Vertrag nicht, sodass Nesterow nach vier Jahren in Nordamerika in seine russische Heimat zurückkehrte. Dort unterzeichnete er einen Dreijahresvertrag beim HK ZSKA Moskau, der die KHL-Rechte an ihm kurz zuvor vom HK Traktor Tscheljabinsk erworben hatte. Mit dem ZSKA gewann er im Jahr 2019 den Gagarin-Pokal und sicherte sich zudem die russische Meisterschaft.
Nach drei Jahren in Moskau wechselte Nesterow erneut in die NHL, indem er im Oktober 2020 einen Einjahresvertrag bei den Calgary Flames unterzeichnete. Nach Erfüllung dessen kehrte er im Juli 2021 zu ZSKA zurück. Dort gewann er in der Folge in den Jahren 2022 und 2023 jeweils die Kombination aus Gagarin-Pokal und Meisterschaft.

### International
Für Russland nahm Nesterow an den U18-Junioren-Weltmeisterschaften 2010 und 2011 sowie der U20-Junioren-Weltmeisterschaft 2012 teil. Bei der U18-WM 2011 gewann er mit seiner Mannschaft die Bronze-, bei der U20-WM 2012 die Silbermedaille.
Im Seniorenbereich debütierte er für Russland beim World Cup of Hockey 2016 und belegte dabei mit dem Team den vierten Platz. Anschließend wurde er mit der Sbornaja unter neutraler Flagge bei den Winterspielen 2018 Olympiasieger und gewann vier Jahre später die Silbermedaille.

## Erfolge und Auszeichnungen
| - 2011 MHL-Verteidiger des Monats September - 2012 Teilnahme am MHL All-Star Game - 2012 MHL-Verteidiger des Monats Januar - 2015 Teilnahme am AHL All-Star Classic - 2018 Teilnahme am KHL All-Star Game - 2019 Teilnahme am KHL All-Star Game (nicht gespielt) | - 2019 Gagarin-Pokal-Gewinn und Russischer Meister mit dem HK ZSKA Moskau - 2019 KHL First All-Star Team - 2021 KHL-Verteidiger des Monats November - 2022 Gagarin-Pokal-Gewinn und Russischer Meister mit dem HK ZSKA Moskau - 2022 KHL First All-Star Team - 2023 Gagarin-Pokal-Gewinn und Russischer Meister mit dem HK ZSKA Moskau |

### International
| - 2011 Bronzemedaille bei der U18-Junioren-Weltmeisterschaft - 2012 Silbermedaille bei der U20-Junioren-Weltmeisterschaft - 2013 Bronzemedaille bei der U20-Junioren-Weltmeisterschaft | - 2018 Goldmedaille bei den Olympischen Winterspielen - 2019 Bronzemedaille bei der Weltmeisterschaft |

## Karrierestatistik
Stand: Ende der Saison 2023/24

### International
| Vertrat Russland bei: - U18-Junioren-Weltmeisterschaft 2010 - U18-Junioren-Weltmeisterschaft 2011 - U20-Junioren-Weltmeisterschaft 2012 - U20-Junioren-Weltmeisterschaft 2013 | - World Cup of Hockey 2016 - Weltmeisterschaft 2018 - Weltmeisterschaft 2019 - Weltmeisterschaft 2021 | Vertrat die Olympischen Athleten aus Russland bei: - Olympischen Winterspielen 2018 Vertrat das Russische Olympische Komitee bei: - Olympischen Winterspielen 2022 |

(Legende zur Spielerstatistik: Sp oder GP = absolvierte Spiele; T oder G = erzielte Tore; V oder A = erzielte Assists; Pkt oder Pts = erzielte Scorerpunkte; SM oder PIM = erhaltene Strafminuten; +/− = Plus/Minus-Bilanz; PP = erzielte Überzahltore; SH = erzielte Unterzahltore; GW = erzielte Siegtore; 1 Play-downs/Relegation; Kursiv: Statistik nicht vollständig)